# Wiatrak kozłowy w Mięćmierzu
Wiatrak w Mięćmierzu – zabytkowy drewniany wiatrak kozłowy znajdujący się w Mięćmierzu stanowiącym część miasta Kazimierz Dolny.
Jeden z niewielu zachowanych wiatraków tego typu na terenie województwa lubelskiego. Nawiązuje do tradycji istniejących niegdyś licznie na tym terenie wiatraków. W 1986 obiekt wpisano do rejestru zabytków. Obecnie jest atrakcją turystyczną, stanowi punkt widokowy na przełom Wisły i zamek w pobliskim Janowcu.

## Historia
Wiatrak zbudowany został w 1911 we wsi Osiny. W 1975 został przeniesiony do Mięćmierza i posadowiony na wysokiej skarpie nad Wisłą, zachowując oryginalną konstrukcję. W latach 1975–82 wnętrze zaadaptowano na cele mieszkalne. W 1986 obiekt wpisano do rejestru zabytków. W 1997 dobudowano schody zewnętrzne. W 2013 otwarto w nim sezonową kawiarnię o nazwie Pod Skrzydłami.

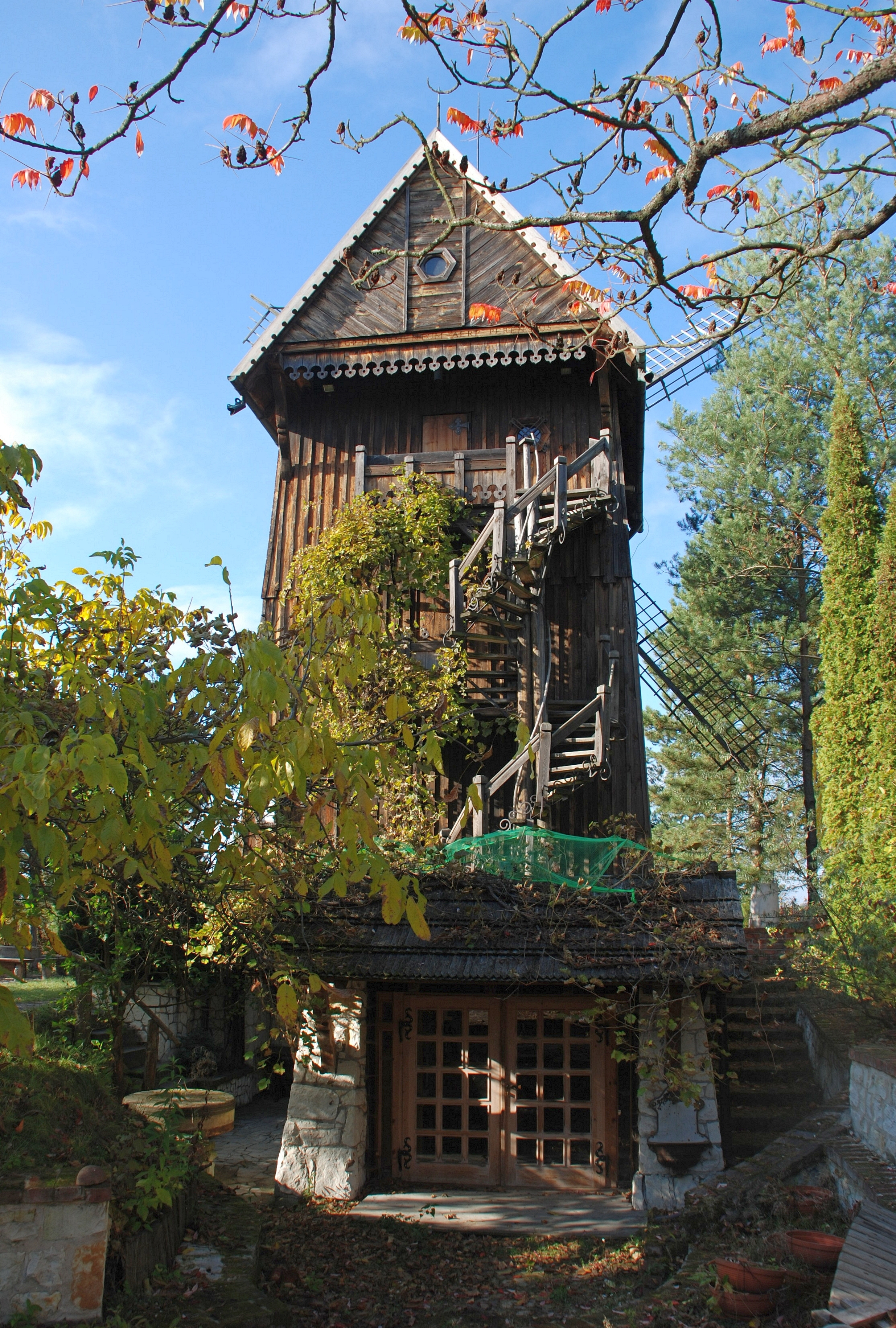
Widok o frontu
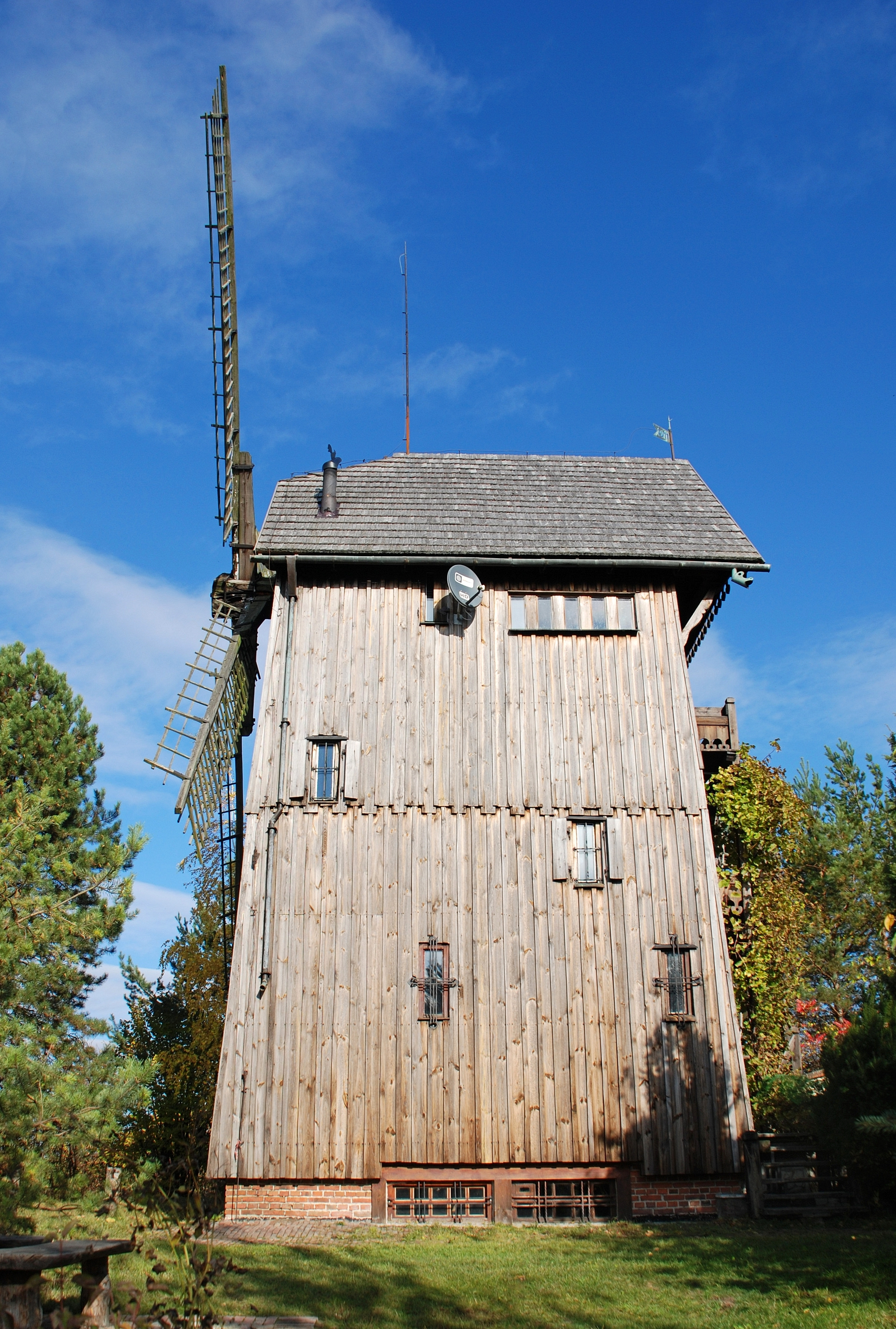
Elewacja południowa
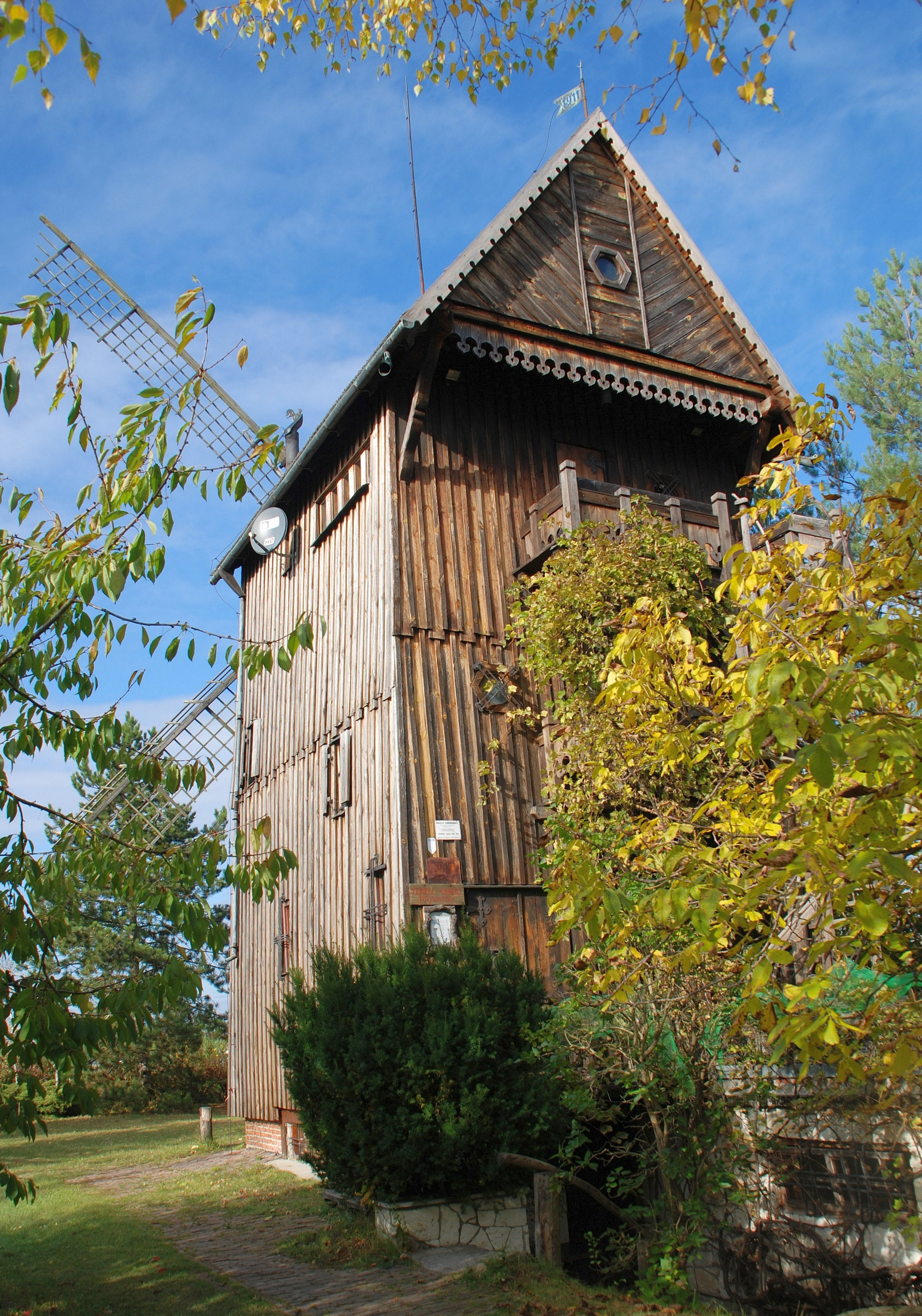
Elewacja boczna

## Opis
Jest to obiekt drewniany konstrukcji szkieletowo – ramowej na ceglanej podmurówce, założony na planie prostokąta, z oryginalnym słupem środkowym zwanym królem osadzonym na koźle. Bryła trzykondygnacyjna nakryta dachem dwuspadowym pokrytym gontem z naczółkiem. Zwężające się ku górze ściany oszalowane pionowo deskami. W elewacji frontowej nadwieszony szczyt ozdobnie oszalowany deskami, z dekoracją snycerską w formie lambrekinu. Do drugiej kondygnacji prowadzą dobudowane schody. W ścianie tylnej (nawietrznej) osadzone cztery zrekonstruowane skrzydła. Wiatrak jest na stałe ustawiony skrzydłami w stronę Wisły.

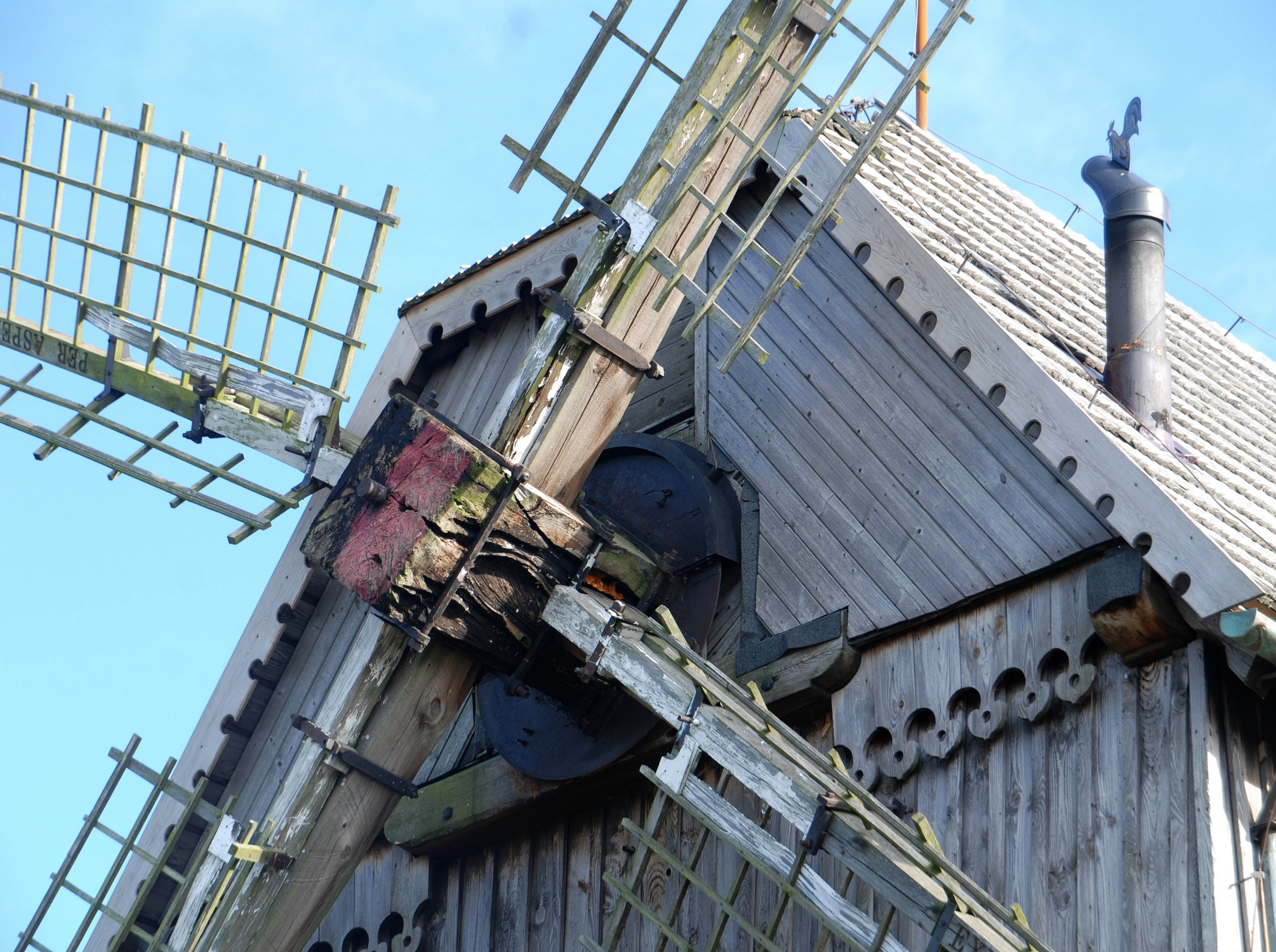
Śmigła
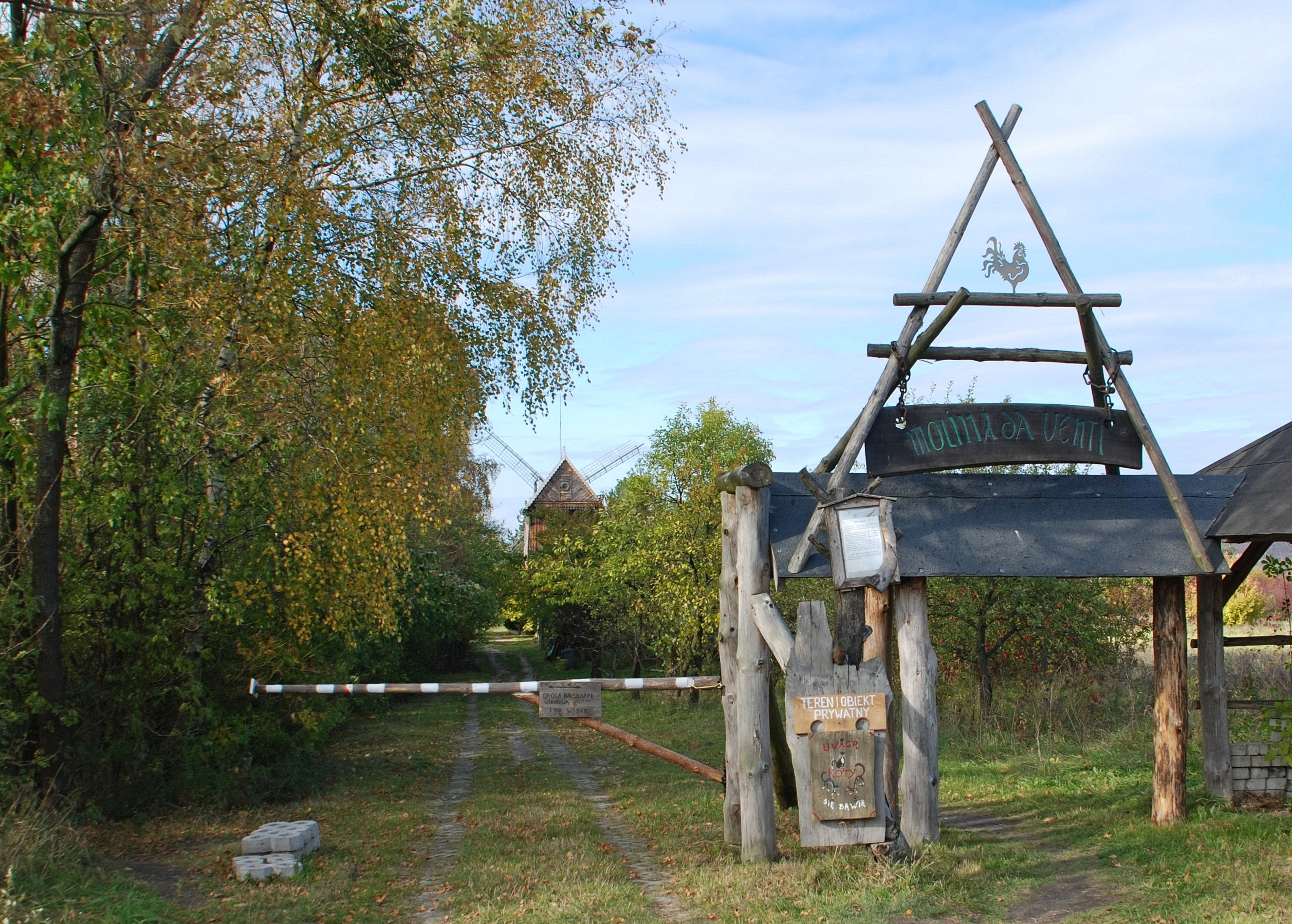
Widok ogólny
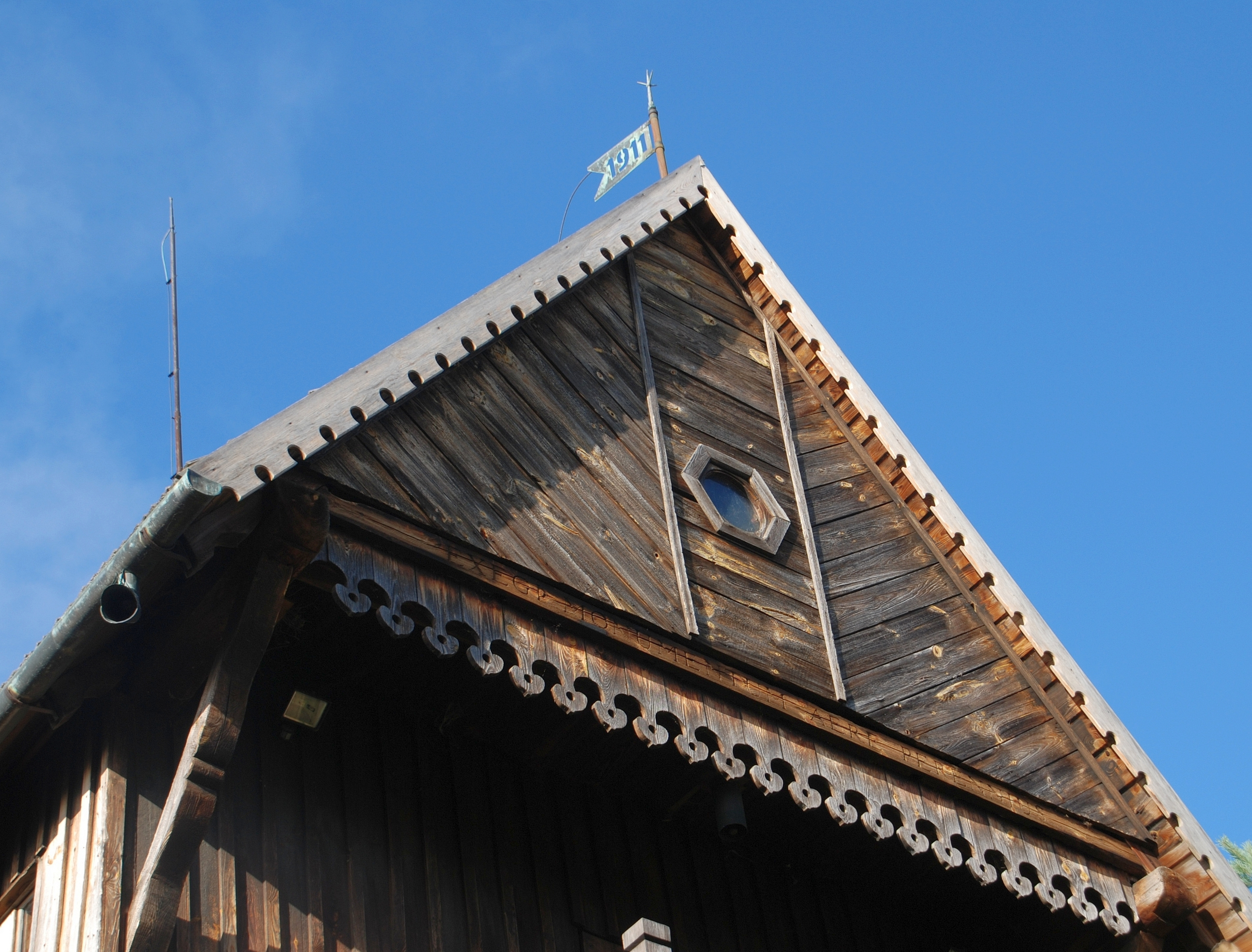
Udekorowany szczyt